# West Bromwich Albion Football Club 2023-2024
Questa voce raccoglie le informazioni riguardanti il West Bromwich Albion Football Club nelle competizioni ufficiali della stagione 2023-2024.

## Maglie e sponsor
| Casa | Trasferta | Terza divisa |

Sponsor ufficiale: Ideal Heating
Fornitore tecnico: Puma

## Organico

### Rosa 2023-2024
Rosa, numerazione e ruoli, tratti dal sito ufficiale, sono aggiornati al 24 febbraio 2024.
| N. |                           | Ruolo | Calciatore         |
| -- | ------------------------- | ----- | ------------------ |
| 2  | Inghilterra (bandiera)    | D     | Darnell Furlong    |
| 3  | Inghilterra (bandiera)    | D     | Conor Townsend     |
| 4  | Costa d'Avorio (bandiera) | D     | Cédric Kipré       |
| 5  | Inghilterra (bandiera)    | D     | Kyle Bartley       |
| 6  | Nigeria (bandiera)        | D     | Semi Ajayi         |
| 7  | Inghilterra (bandiera)    | C     | Jed Wallace        |
| 8  | Irlanda (bandiera)        | C     | Jayson Molumby     |
| 9  | Nigeria (bandiera)        | A     | Josh Maja          |
| 10 | Scozia (bandiera)         | C     | Matt Phillips      |
| 11 | Inghilterra (bandiera)    | C     | Grady Diangana     |
| 12 | Stati Uniti (bandiera)    | A     | Daryl Dike         |
| 14 | Inghilterra (bandiera)    | C     | Nathaniel Chalobah |
| 15 | Paesi Bassi (bandiera)    | D     | Erik Pieters       |
| 16 | Inghilterra (bandiera)    | D     | Martin Kelly       |
| 17 | Austria (bandiera)        | A     | Andreas Weimann    |

| N. |                             | Ruolo | Calciatore            |
| -- | --------------------------- | ----- | --------------------- |
| 19 | Inghilterra (bandiera)      | C     | John Swift            |
| 20 | Inghilterra (bandiera)      | C     | Adam Reach            |
| 21 | Inghilterra (bandiera)      | A     | Brandon Thomas-Asante |
| 22 | Francia (bandiera)          | C     | Yann M'Vila           |
| 23 | Irlanda (bandiera)          | A     | Mikey Johnston        |
| 24 | Inghilterra (bandiera)      | P     | Alex Palmer           |
| 25 | Irlanda del Nord (bandiera) | A     | Callum Marshall       |
| 26 | Spagna (bandiera)           | D     | Pipa                  |
| 27 | Inghilterra (bandiera)      | C     | Alex Mowatt           |
| 30 | Inghilterra (bandiera)      | P     | Ted Cann              |
| 31 | Inghilterra (bandiera)      | A     | Tom Fellows           |
| 33 | Inghilterra (bandiera)      | P     | Josh Griffiths        |
| 34 | Inghilterra (bandiera)      | D     | Ethan Ingram          |
| 35 | Turchia (bandiera)          | C     | Okay Yokuşlu          |

### Staff tecnico
Organigramma aggiornato al 18 luglio 2023.
- Allenatore:  Carlos Corberán
- Assistente allenatore:  Jorge Alarcón
- Assistente tecnico:  Damià Abella
- Preparatore tecnico:  Michael Hefele
- Preparatore portieri:  Marcos Abad
- Direttore medico:  Tony Strudwick
- Preparatore atletico:  Matt Bickley
- Reclutamento:  Ian Pearce
- Settore giovanile:  Richard Stevens
- Reclutamento giovanili:  Tom Brady